# (36573) 2000 QJ122
2000 QJ122 (asteroide 36573) é um asteroide da cintura principal. Possui uma excentricidade de 0.08516310 e uma inclinação de 5.44140º.
Este asteroide foi descoberto no dia 25 de agosto de 2000 por LINEAR em Socorro.